# 沖ノ島村 (高知県)
沖ノ島村（おきのしまむら）は高知県幡多郡にあった村。現在の宿毛市の沖の島、鵜来島などにあたる。

## 地理
- 海洋：太平洋
- 山岳：妹背山
- 島嶼：沖の島、鵜来島

## 歴史
- 1889年（明治22年）4月1日 - 町村制の施行により、弘瀬村・母島村・鵜来島の区域をもって発足。
- 1954年（昭和29年）3月31日 - 宿毛町・小筑紫町・橋上村・平田村・山奈村と合併して宿毛市が発足。同日沖ノ島村廃止。